# Demotional
dEMOTIONAL es una banda de metal melódico formado durante el año 2009, en Gotemburgo (Suecia), cuando el guitarrista y compositor Sebastian Fjordevik escribió una serie de canciones que Christopher Kristensen y Nils-Petter Nilsson cantaban. 
Para el primer proyecto "When She Cries", contaron con la ayuda del baterista Tommy Magnusson, esta canción se grabó como videoclip y tuvo un gran éxito en YouTube y myspace. Tras buscar a un segundo guitarrista durante seis meses entra en el grupo Johan Olofsson y más adelante contarían con un baterista permanente, Mattias Öbom. En agosto del año 2010 debutan en directo, en la sala "Sticky Fingers" de Gotemburgo y a partir de allí fueron cerrando multitud de conciertos por Gotemburgo, Estocolmo etc. 
En el año 2011, incorporan al bajista Kristoffer Lindh y en verano de ese año Mattias Öbom sale del grupo, siendo sustituido por el propio Tommy Magnusson (quien ayudó en "When She Cries"). En julio publican un nuevo tema "Alive", cuyo videoclip (al igual que el primero) tuvo éxito, alcanzando las 3000 reproducciones en 3 semanas. En septiembre de ese mismo año firman contrato con la discográfica Horns Up Agency y fueron votados a ser teloneros de Arch Enemy a su paso por Gotemburgo.
En 2013 se anuncia para el 17 de mayo la salida de un primer disco denominado State: In Denial.

## Miembros

### Actuales
- Christopher Kristensen – Voz Desgarrada
- Nils-Petter Nilsson – Voz limpia
- Sebastian Fjordevik – Guitarra
- Johan Olofsson – Guitarra
- Kristoffer Lindh – Bajo
- Tommy Magnusson – Batería

### Pasados
- Mattias Öbom - Batería (hasta 2011)

## Discografía

### Álbumes
- State: In Denial - 2013
- Tarassis - 2014
- Discovery - 2017
- Scandinavian Aftermath - 2021

### Maquetas
- dEMOTIONAL - 2011
- Are you feeling alive? - 2011

### Singles
- Rush - 2012
- Alive - 2013
- Rush - 2013
- Illusions - 2014
- Neverland - 2014
- Brother - 2016
- All That It Takes - 2017
- Ashes - 2017
- Invincible - 2018
- Dreamers Light - 2018
- Cornered - 2020
- Don't Wake Me Up - 2020
- Bärsärk - 2020
- Boiling Point - 2021